# Prorella mellisa
Prorella mellisa là một loài bướm đêm trong họ Geometridae.